# دراگانا زاریچ
 دراگانا زاریچ (انگلیسی: Dragana Zarić؛ زادهٔ ۱ اوت ۱۹۷۷) یک تنیس‌باز اهل صربستان است.